# Saraha
Saraha je jedním z 84 - Mahásiddhů a největších mistrů vadžrajány v Indii. Saraha byl učitelem mahásiddhů Šavaripy a Nágárdžuny. Saraha zůstal držitelem mnohých tantrických praktik mantrajány. Jednou z nich byla mahámudra.
Jeho učitelem se stal král Visukalpa a také Ratnamati. Saraha je známý také jako slavný autor mnoha duchovních písní (doha), které ukazují přirozenost mysli. Jeho nauky jsou esencí tibetského buddhismu školy Kagju.